# George Jones
George Glenn Jones (Saratoga, 12 settembre 1931 – Nashville, 26 aprile 2013) è stato un cantautore e musicista statunitense.
È considerato una delle leggende della musica country ed uno dei più influenti artisti statunitensi del XX secolo, era noto soprattutto per le sue capacità di paroliere e per la sua voce.

## Biografia

### Primi anni (fino al 1953)
Nato nel Texas orientale, vicino alla città di Beaumont, da giovane ha subito mostrato affetto nei confronti della musica. A sette anni ha iniziato ad ascoltare la musica country e a nove gli è stata regalata una chitarra. A 16 è scappato a Jasper dove ha cantato in una radio locale. 
Nel 1950, all'età di 19 anni, ha sposato Dorothy. Il matrimonio è crollato poco tempo dopo (1951) e Jones si è arruolato nei Marines. Non ha preso parte alla guerra di Corea, rimanendo in California e, una volta dimesso, è tornato a cantare.
Nel 1953 viene scoperto dal produttore discografico Pappy Daily, comproprietario della Starday Records, etichetta del Texas.

### Prime produzioni (1953-1957)
Firma quindi un contratto musicale e rilascia il suo primo singolo Why, Baby, Why nei primi mesi del '54. L'anno dopo pubblica tre singoli tra cui lo stesso brano, che questa volta ha successo, piazzandosi al quarto posto in classifica country. Una cover di Webb Pierce e Red Sovine non ha invece colpito il pubblico.
Nel 1956 raggiunge la "top 10" della Hot Country Songs con regolarità grazie ai singoli What Am I Worth e Just One More. Nello stesso anno registra dei pezzi rockabilly sotto il nome Thumper Jones, anch'essi con successo. In agosto si aggiunge al cast del Grand Ole Opry e pubblica entro l'anno il suo primo album. Nel 1957 la Starday firma un accordo di distribuzione con la Mercury Records, che quindi rilascia i lavori di Jones. Inizia a registrare a Nashville (Tennessee) il singolo Don't Stop the Music, che sarà un altro brano di successo. Rimane in auge anche l'anno seguente e poi nuovamente nella primavera del 1959, grazie a White Lightning (#1 nella US Country).

### Anni '60-'70 e il declino

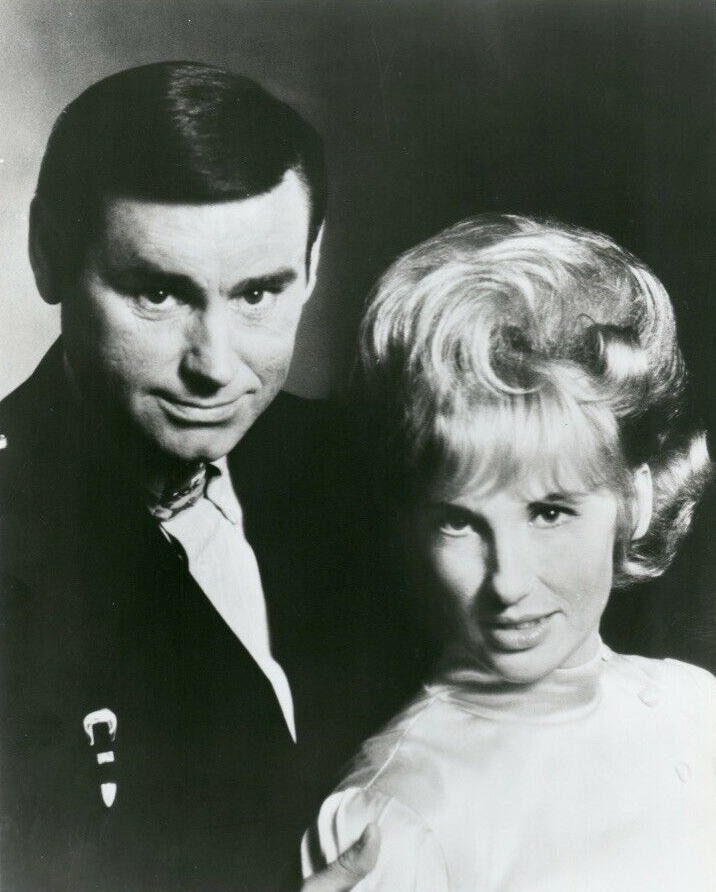
George Jones e sua moglie Tammy Wynette nel 1969

Ritrova nuovamente il successo due anni dopo con la ballata Tender Years.
Un altro singolo pubblicato nel 1962 è Achin', Breakin' Heart. Successivamente entra nella United Artists Records, con cui pubblica She Thinks I Still Care. Nel '63 inizia ad esibirsi con Melba Montgomery il cui duetto (We Must Have Been out of Our Minds) si piazza al terzo posto nella US Country. La coppia registra insieme fino al 1964, per poi riunirsi nel periodo 1966-67.
Nel periodo 1963-64 Jones ottiene un buon successo anche come solista grazie a brani come Love Bug, Walk Through This World With Me e Four-O-Thirty-Three. Non ha invece molto riscontro il materiale pubblicato verso la fine degli anni '60 con la Musicor.
La vita privata di Jones intanto risente dei suoi problemi di alcolismo: la sua seconda moglie Shirley ottiene il divorzio nel 1968, anno in cui Jones si trasferisce a Nashville, dove incontra Tammy Wynette, popolare cantante. I due si innamorano e si sposano nel febbraio 1969. Ha però dei problemi con la sua etichetta discografica (Musicor), che non gli faceva pubblicare lavori con sua moglie. Si instaura quindi una diatriba con la Musicor, che continua a pubblicare i suoi lavori per altri due anni. In seguito passa alla RCA Records, che pubblica singoli e dischi nei primi anni '70. Nel 1971 firma con la Epic Records: in questo periodo la coppia Jones-Wynette diviene molto popolare nell'ambiente country e conquista una serie di brani che ottengono un buon riscontro nel mondo country. 
Il suo produttore dell'epoca Billy Sherrill, noto per il carattere aggressivo, non va molto d'accordo con Jones ma i due ben presto sviluppano dei lavori molto proficui.
We Can Make It è il brano che omaggia sua moglie ed è scritto da Sherrill con Glenn Sutton. Seguono altri brani di successo come Loving You Could Never Be Better (#2 US Country) e A Picture of Me (Without You) (#5). Al lato artistico ottimale però non corrispondeva una vita altrettanto positiva per Jones, sempre preda di alcool e droga. Nell'agosto 1973 Wynette fa istanza di divorzio; entro l'anno vengono sfornate altre canzoni di successo (The Door e The Grand Tour raggiungono la vetta della US Country e della classifica country canadese), ma i due si lasciano poco tempo dopo, precisamente nel 1975.
La fine degli anni '70 coincide con nuovi guai per Jones: tra il '75 e l'80 solo due suoi brani finiscono ai piani alti della US Country: Her Name Is e Bartender's Blues. Con Wynette continua a lavorare anche da divorziato e fa diversi concerti. Alla fine degli anni '70 però Jones diviene dipendente, oltre che all'alcol, anche alla cocaina. Si rende quindi protagonista di sparizioni, furie di ubriachezza e intossicazioni, assenze da concerti ed apparizioni che gli valgono il soprannome di "No-Show Jones".
La carriera di Jones ritorna a raccogliere dei frutti nel 1978 quando inizia a collaborare con Johnny Paycheck e James Taylor, con i quali produce due pezzi. Nello stesso anno però entra in riabilitazione e si fa vedere poco in sala di registrazione.

### Ritorno in auge negli anni '80
Nonostante la salute e il declino fisico, produce altre canzoni con Tammy Wynette, tra cui il successo He Stopped Loving Her Today, che raggiunge la vetta delle classifiche country statunitensi e canadesi. Segue un'altra hit (I'm Not Ready Yet) ed un album, pubblicato nel 1980, che viene certificato disco di platino (I Am What I Am).
Anche nei primi anni '80 sforna brani di successo (I Always Get Lucky with You, Tennessee Whiskey e She's My Rock), ma allo stesso tempo non dà tregua alle sue dipendenze. Viene anche coinvolto in un inseguimento con la polizia per le strade di Nashville e viene arrestato. La sua condizione migliora dopo il matrimonio con la sua quarta moglie Nancy Sepulveda, sposata nel marzo del 1983.
Entra regolarmente nella classifica country fino al 1987, anno in cui compaiono artisti influenzati dallo stesso Jones (Randy Travis, Keith Whitley e Dwight Yoakam). Nel 1988 registra il suo ultimo album con Billy Sherrill, One Man Woman, ultimo anche con la Epic. Si trasferisce alla MCA Records con cui pubblica And Along Came Jones nel 1991. Nel frattempo duetta con Randy Travis in A Few Ole Country Boys. Nel 1995 ritorna a duettare con la Wynette per One. Nell'aprile 1996 pubblica la sua autobiografia I Lived to Tell It All.
Dopo l'uscita di It Don't Get Any Better Than This, si trasferisce dalla MCA alla Elektra Records/Asylum. Mentre stava per completare l'album di debutto con questa etichetta, si è ferito gravemente in un incidente stradale a Nashville il 6 marzo 1999. È sopravvissuto, ma l'indagine seguente dimostra che aveva bevuto prima di mettersi alla guida: un episodio inquietante che lo faceva ritornare ai suoi problemi con l'alcolismo. Pubblica quindi Cold Hard Truth nell'estate del '99 come previsto. Negli anni seguenti rilascia alcune raccolte e alcuni brani scritti per altri artisti.

### Ultimi anni e morte
Nel 2008 esce Your Playhouse Down (Vanguards Records). Continua la sua attività anche negli anni 2010.
Viene più volte ricoverato nel 2012, ma non finisce di cantare: il suo ultimo concerto è del 6 aprile 2013 a Knoxville.
Nell'aprile 2013 è ricoverato all'ospedale di Nashville a causa della febbre e di una pressione sanguigna irregolare. Muore poco tempo dopo, il 26 aprile all'età di 81 anni. Ai funerali, tenutisi il 2 maggio seguente, partecipano Laura Bush, Bill Haslam, Kenny Chesney, Alan Jackson, Kid Rock, Ronnie Milsap, Charlie Daniels, Wynonna e Brad Paisley.

## Vita privata
Jones era ricordato spesso per essere, oltre che un cantante country, anche di musica gospel; questa sua influenza musicale era dovuta alle sue profonde convinzioni cristiane che si sono palesate soprattutto alla fine della sua carriera. 
Oltre ad essere molto religioso, egli ha partecipato a diversi eventi in supporto di alcuni candidati politici; si considerava infatti simpatizzante del partito repubblicano.
Jones è stato sposato 4 volte:
- Dorothy Bonvillon (dal 1950 al 1951)
- Shirley Ann Corley (dal 1954 al 1968)
- Tammy Wynette (dal 1969 al 1975)
- Nancy Sepulvado (1983 - 2013; data della sua morte)

Dalle varie relazioni ha avuto un totale di quattro figli.

## Stile e popolarità

### Stile musicale
Jones era un cantante molto radicato nel country, e raramente si discostava dal suono tipico del genere. Egli era anche un noto musicista e compositore gospel, genere legato alla sua forte fede cristiana. Era un buon chitarrista, ma la sua dote principale era la sua voce baritonale, riconoscibile e dotata di un incredibile fraseggio.
Frank Sinatra, una leggenda del canto, indicò George Jones come uno dei più grandi cantanti al mondo in diverse interviste ed altri colleghi, tra i quali Bob Dylan e Keith Richard, ne hanno elogiato le qualità tecniche.

### Popolarità
George Jones nella sua carriera è sempre rimasto fedele alla musica country, motivo per cui raramente è entrato nelle classifiche dedicate a qualunque genere (Billboard hot 100) ma invece è stato costante nelle classifiche dedicate al country (Billboard hot 100 country). In totale l’artista è comparso ben 155 volte nella top 100 delle canzoni country, raggiungendo 13 volte la prima posizione.
1. "White Lightning" (1959)
2. "Tender Years" (1961)
3. "She Thinks I Still Care" (1962)
4. "Walk Through This World with Me" (1967)
5. "We're Gonna Hold On" (con Tammy Wynette) (1973)
6. "The Grand Tour" (1974)
7. "The Door" (1975)
8. "Golden Ring" (con Tammy Wynette) (1976)
9. "Near You" (con Tammy Wynette) (1977)
10. "He Stopped Loving Her Today" (1980)
11. "Still Doin' Time (1981)
12. "Yesterday's Wine" (con Merle Haggard) (1982)
13. "I Always Get Lucky with You" (1983)

## Discografia

### Album in studio
- Grand Ole Opry's New Star (1957)
- Hillbilly Hit Parade (1958)
- Long Live King George (1958)
- Country Church Time (1959)
- White Lightning and Other Favorites (1959)
- George Jones Salutes Hank Williams (1960)
- Sings Country and Western Hits (1962)
- Sings from the Heart (1962)
- George Jones Sings Bob Wills (1962)
- Homecoming in Heaven (1962)
- My Favorites of Hank Williams (1962)
- I Wish Tonight Would Never End (1963)
- Blue and Lonesome (1964)
- Heartaches and Tears (1964)
- George Jones Sings Like the Dickens! (1964)
- I Get Lonely in a Hurry (1964)
- The Race Is On (1965)
- Mr. Country & Western Music (1965)
- New Country Hits (1965)
- Old Brush Arbors (1965)
- Trouble in Mind (1965)
- Country Heart (1966)
- Love Bug (1966)
- I'm a People (1966)
- We Found Heaven Right Here on Earth at "4033" (1967)

- Walk Through This World with Me (1967)
- Sings the Songs of Dallas Frazier (1968)
- If My Heart Had Windows (1968)
- The George Jones Story (1968)
- My Country (1969)
- I'll Share My World with You (1969)
- Where Grass Won't Grow (1969)
- Will You Visit Me on Sunday? (1970)
- George Jones with Love (1971)
- George Jones Sings the Great Songs of Leon Payne (1971)
- George Jones (We Can Make It) (1972)
- A Picture of Me (Without You) (1972)
- Nothing Ever Hurt Me (Half as Bad as Losing You) (1973)
- In a Gospel Way (1973)
- George Jones Sings His Songs (1974)
- The Grand Tour (1974)
- Memories of Us (1975)
- The Battle (1976)
- Alone Again (1976)
- I Wanta Sing (1977)
- Bartender's Blues (1978)
- I Am What I Am (1980)
- Still the Same Ole Me (1981)

- Shine On (1983)
- Jones Country (1983)
- You've Still Got a Place in My Heart (1984)
- Ladies' Choice (1984)
- Who's Gonna Fill Their Shoes (1985)
- Wine Colored Roses (1986)
- Too Wild Too Long (1987)
- One Woman Man (1989)
- You Oughta Be Here with Me (1990)
- Friends in High Places (1991)
- And Along Came Jones (1991)
- Walls Can Fall (1992)
- High-Tech Redneck (1993)
- I Lived to Tell It All (1996)
- It Don't Get Any Better Than This (1998)
- Cold Hard Truth (1999)
- The Rock: Stone Cold Country 2001 (2001)
- The Gospel Collection (2003)
- Hits I Missed...And One I Didn't (2005)
- Burn Your Playhouse Down – The Unreleased Duets (2008)
- Amazing Grace (2013) - postumo

### Album collaborativi
- What's in Our Hearts con Melba Montgomery (1963)
- A King & Two Queens con Melba Montgomery e Judy Lynn (1964)
- Bluegrass Hootenanny con Melba Montgomery (1964)
- George Jones and Gene Pitney: For the First Time! Two Great Singers con Gene Pitney (1965)
- George Jones and Gene Pitney (Recorded in Nashville!) con Gene Pitney (1965)
- It's Country Time Again! con Gene Pitney (1966)
- Close Together (As You and Me) con Melba Montgomery (1966)
- Let's Get Together con Melba Montgomery (1967)
- My Very Special Guests (1979)
- Double Trouble con Johnny Paycheck (1980)
- A Taste of Yesterday's Wine con Merle Haggard (1982)
- Walking the Line con Merle Haggard e Willie Nelson (1987)
- Bradley Barn Sessions (1994)
- God's Country: George Jones and Friends (2006)
- Kicking Out the Footlights...Again con Merle Haggard (2006)

### Album dal vivo
- First Time Live (1984)
- Live at Dancetown U.S.A. (1987)
- Live with the Possum (1999)